# 织金林蛙
织金林蛙（学名：Rana zhijinensis），一种于中国贵州省西部织金县桂果镇发现的两栖动物，隶属于蛙科蛙属。

## 物种对比
织金林蛙与昭觉林蛙（Rana chaochiaoensis）相似，但织金林蛙头长等于头宽，雄性头长/头宽为1.01，雌性头长/头宽为1.00；鼻间距等于眶间距，两者之比（IND/IOD）为1.04；相对手指长度 Ⅰ<Ⅱ<Ⅳ<Ⅲ；脚趾相对长度Ⅰ<Ⅱ<Ⅲ<Ⅴ<Ⅳ。